# Tilt (teknik)
Tilt är en funktion eller teknisk konstruktion med syfte att kunna placera ett verktyg eller liknande i ett visst läge. 

## Entreprenadfunktion

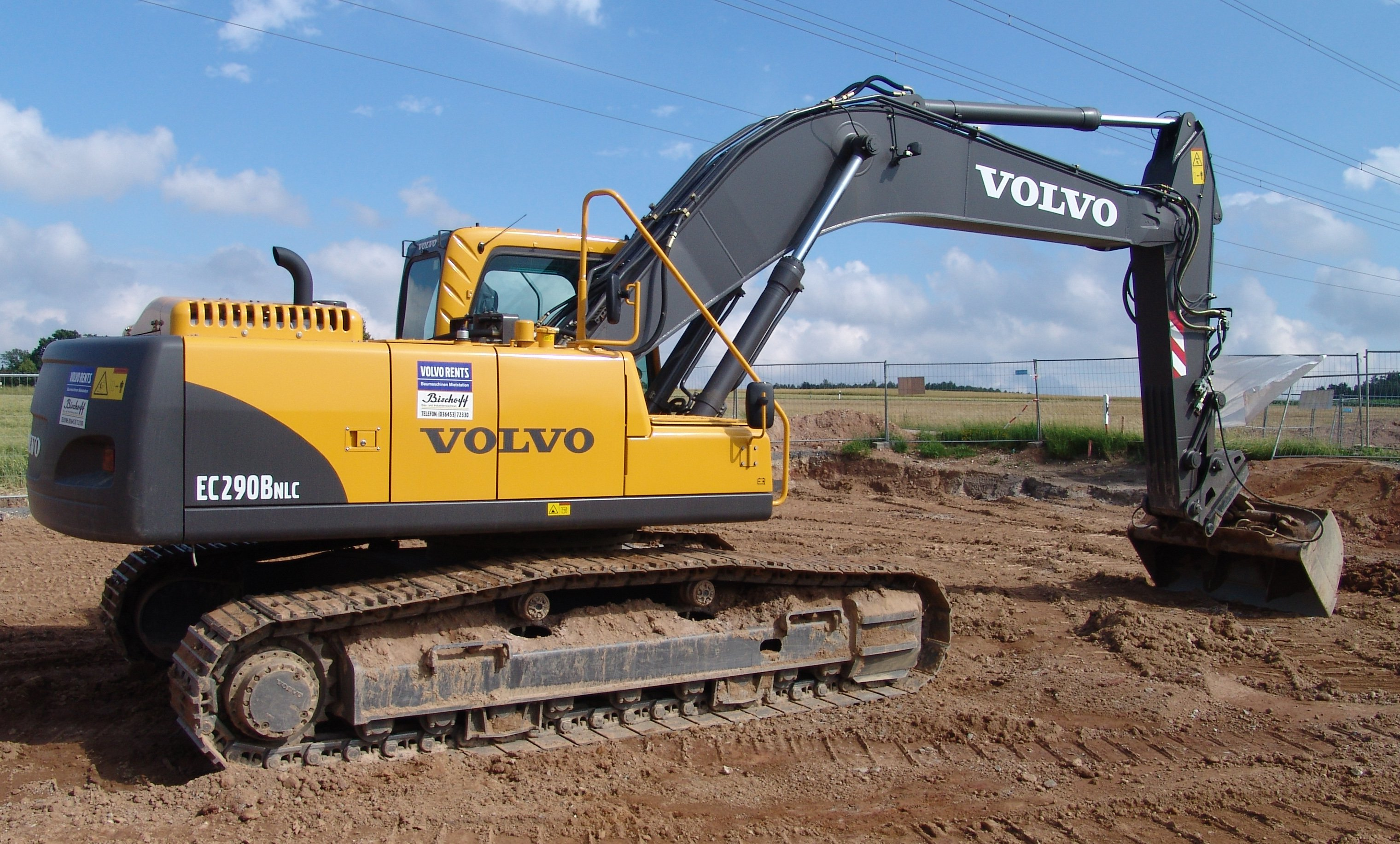
Grävtilt: skopan är vinklad i förhållande till grävmaskinens bom

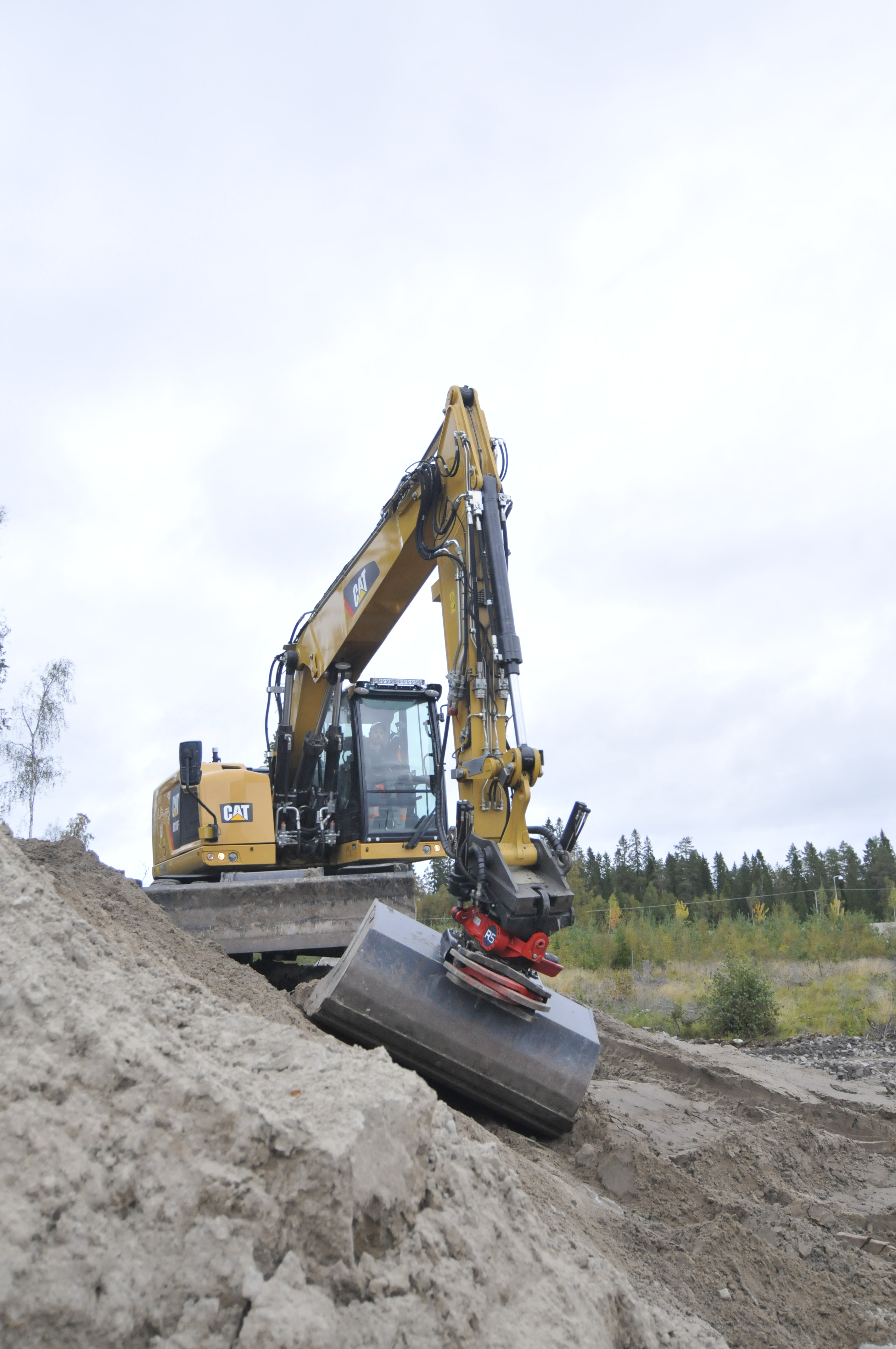
Tiltrotatorn effektiviserar gävmaskinen. Färre maskinförflyttningar och större precision.

En tiltfunktion kan till exempel återfinnas på en grävmaskin, vilken använder funktionen för att kunna vinkla själva skopan i förhållande till den bom på vilken skopan är fästad. Grävtilten är vanligen hydrauliskt manövrerad.

## Tiltrotator
(Rotortilt kan lätt förknippas med Rototilt, ett registrerat varumärke som ägs av Rototilt Group AB. Kan därför vara bättre att kalla denna teknik för just "Tiltrotator").

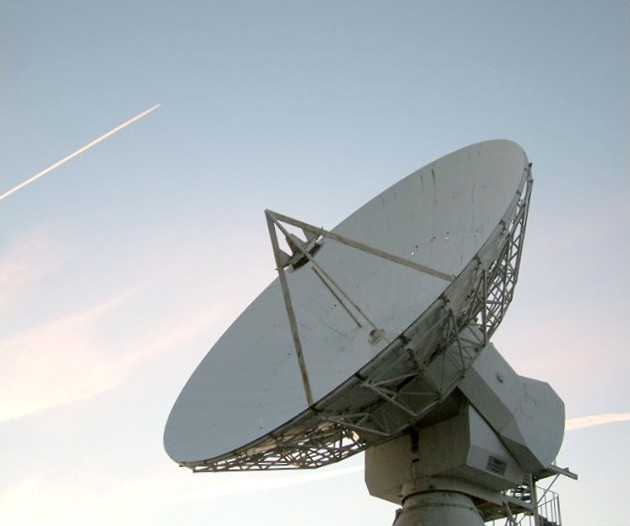
Rotor-tilt: anordningen för manövrering av antennen sitter bakom den skålformade parabolantennen

En tiltrotator gör det möjligt att tilta (vinkla) och rotera redskap som t.ex en skopa eller en grip på grävmaskinen. Tiltrotatorn monteras med eller utan ett maskinfäste på grävmaskinsarmen/grävmaskinens bom. Tiltrotatorn manövreras från grävmaskinshytten via ett styrsystem och joysticks. Med en tiltrotator effektiviseras grävmaskinsarbetet i och med att föraren gör färre förflyttningar då tiltrotatorn medger bättre åtkomst i alla lägen. 
En rotor-tilt kan användas för att fjärrmanövrera antenner, till exempel en parabolantenn eller en riktantenn . 

## Filmterm
Inom filmtekniken används begreppet tilt för att beskriva en kamerarörelse där kameran vrids runt sin egen axel samtidigt som kameran höjes eller sänkes 